# Pyrausta subflavalis
Pyrausta subflavalis is een vlinder uit de familie van de grasmotten (Crambidae), uit de onderfamilie van de Pyraustinae. De wetenschappelijke naam van deze soort is voor het eerst voorgesteld door William Warren in een publicatie uit 1892.
De soort komt voor in Ethiopië, Kenia, Zimbabwe en Madagaskar.